# Czy pamiętasz tę noc w Zakopanem / Kolorowa wstążka
Czy pamiętasz tę noc w Zakopanem / Kolorowa wstążka – singel (split) zawierający nagranie Mieczysława Fogga wraz z orkiestrą i melodię w wykonaniu Tria Jana Rema, czyli Jana Cajmera i jego muzyków.
Na jednej stronie (z numerem 051) umieszczono popularne tango „Czy pamiętasz tę noc w Zakopanem”, a właściwie kolejną jego wersję, nagraną tym razem przez Mieczysława Fogga, któremu towarzyszyła firmowa orkiestra wytwórni pod dyrekcją Władysława Kabalewskiego. Ten przebój, który zyskał sporą popularność jeszcze przed II wojną, skomponował Zygmunt Karasiński – kompozytor setek piosenek, lider zakładanych przez siebie orkiestr, przed wojną współpracujący często z Szymonem Kataszkiem, który wymieniany jest jako współautor tej melodii. Autorem słów jest Aleksander Jellin.
Po drugiej stronie wydawnictwa (tej oznaczonej numerem 033) znalazł się instrumentalny utwór „Kolorowa wstążka”, wykonywany przez Trio Jana Rema. Pod takim – mało znanym – pseudonimem nagrywał dla prywatnej wytwórni Fogga Jan Cajmer, będący w tym czasie poważnym dyrygentem orkiestry Polskiego Radia. Jako Jan Rem kierował skromnym triem instrumentalnym, w składzie którego był akordeon, gitara i kontrabas. Nagrana przez trio „Kolorowa wstążka” to „Blue Ribbon”, a właściwie „Das blaue band” bo jest to kompozycja niemieckiego akordeonisty Heinza Munsoniusa (który na naklejce płyty figuruje jako H. Musonius).
Katalog nagrań dźwiękowych wytwórni nie jest tożsamy z katalogiem wydanych przez tę wytwórnię płyt. Stąd też numeracja stron na tej płycie (podobnie jak i wielu innych wydawanych przez Fogg Rekord) nie jest jednakowa. „Kolorowa wstążka” zarejestrowana została z numerem 033, „Czy pamiętasz tę noc w Zakopanem” nosi numer 051)
10-calowa monofoniczna płyta (odtwarzana z prędkością 78 obr./min.), wydana została w 1947 przez wytwórnię Fogg Record.

## Muzycy
- Mieczysław Fogg – śpiew (a)
- orkiestra Fogg-Record pod dyr. Władysława Kabalewskiego (a)
- Trio Jana Rema (Jana Cajmera) (b)

## Lista utworów
- A: „Czy pamiętasz tę noc w Zakopanem”  tango (muz. Z. Karasiński, Sz. Kataszek; sł. A. Jellin)
- B: „Kolorowa wstążka”  (muz. Heinz Munsonius)